# East of The Moon
East of The Moon (1991-2006) est une jument de course pur-sang anglais. Fille de la grande Miesque, propriété de l'armateur grec Stávros Niárchos, elle était entraînée par François Boutin et montée par Cash Asmussen.

## Carrière de courses
East of The Moon aura suivi les traces de sa mère tout au long de sa carrière, dès ses débuts puisqu'elle effectue ses premiers pas comme elle dans le Prix de Lisieux, un maiden prestigieux disputé lors du meeting de Deauville. Premiers pas forcément très attendus, d'autant que son grand frère Kingmambo dispute à Zafonic le titre de meilleur 3 ans européen sur le mile, et nette victoire qui forcément rappelle de bons souvenirs à son entourage. Mais contrairement à sa mère, la pouliche ne courra plus à 2 ans.  
On la retrouve l'année suivante dans le Prix de la Grotte, préparatoire à la Poule d'Essai des Pouliches, où elle déçoit légèrement en étant battue par l'excellente Flagbird. Mais bientôt le petit jeu des comparaisons peut reprendre, puisque East of The Moon rejoint Miesque au palmarès de la Poule d'Essai. Dotée d'un tout petit peu plus de tenue qu'elle, pour qui 2 000 mètres était le bout du monde, elle réalise le doublé classique avec le Prix de Diane, puis revient sur le mile avec succès en remportant un troisième groupe 1 d'affilée dans le Prix Jacques Le Marois, face à la championne britannique, qui avait défait un an plus tôt Kingmambo dans cette même course. 
Mais la comparaison avec Miesque s'arrête là. Car à l'automne, si East of The Moon suit à la lettre le programme de sa mère en 1987, disputant les trois mêmes courses automnales qu'elle, mais n'en remportant aucune. Battue par Ski Paradise dans le Prix du Moulin de Longchamp, elle sombre dans les Queen Elizabeth II Stakes, et plus encore dans le Breeders' Cup Mile, et fait ses adieux à la piste dans la foulée.   

### Résumé de carrière
| Date         | Hippodrome      | Pays        | Course                      | Statut      | Distance    | Jockey        | Place       | Écart       | Vainqueur ou deuxième |
| 1993, 2 ans  | 1993, 2 ans     | 1993, 2 ans | 1993, 2 ans                 | 1993, 2 ans | 1993, 2 ans | 1993, 2 ans   | 1993, 2 ans | 1993, 2 ans | 1993, 2 ans           |
| ------------ | --------------- | ----------- | --------------------------- | ----------- | ----------- | ------------- | ----------- | ----------- | --------------------- |
| 12 août      | Deauville       | France      | Prix de Lisieux             | Maiden      | 1 300 m     | Cash Asmussen | 1er / 5     | 3           | Shbakani              |
| 1994, 3 ans  |                 |             |                             |             |             |               |             |             |                       |
| 24 avril     | Longchamp       | France      | Prix de la Grotte           | Gr. 3       | 1 600 m     | Cash Asmussen | 2e / 8      | 1           | Flagbird              |
| 15 mai       | Longchamp       | France      | Poule d'Essai des Pouliches | Gr. 1       | 1 600 m     | Cash Asmussen | 1er / 8     | 1 ½         | Agathe                |
| 12 juin      | Chantilly       | France      | Prix de Diane               | Gr. 1       | 2 100 m     | Cash Asmussen | 1er / 9     | tête        | Her Ladyship          |
| 14 août      | Deauville       | France      | Prix Jacques Le Marois      | Gr. 1       | 1 600 m     | Cash Asmussen | 1er / 9     | 1 ½         | Sayyedati             |
| 4 septembre  | Longchamp       | France      | Prix du Moulin de Longchamp | Gr. 1       | 1 600 m     | Cash Asmussen | 2e / 7      | 3/4         | Ski Paradise          |
| 24 septembre | Ascot           | Royaume-Uni | Queen Elizabeth II Stakes   | Gr. 1       | 1 600 m     | Cash Asmussen | 7e / 9      | 7 ½         | Maroof                |
| 5 novembre   | Churchill Downs | États-Unis  | Breeders' Cup Mile          | Gr. 1       | 1 600 m     | Cash Asmussen | 12e / 14    | 10          | Barathea              |

## Au haras
Retirée à Oak Tree Farm, le haras américain de Stávros Niárchos, East of The Moon fait honneur à sa légendaire mère, l'une des plus grandes poulinière de l'histoire. Elle est la mère de :
- Moon Driver (par Mr. Prospector) : Prix d'Arenberg (Gr.3)
- Mojave Moon (par Mr. Prospector) : 3e Californian Stakes (Gr.2), étalon.
- Canda (par Storm Cat), mère de :
  - Evasive (Elusive Quality) : Horris Hill Stakes (Gr.3).
  - Autocratic (Dubawi) : Brigadier Gerard Stakes (Gr.3), MVRC JRA Cup (Gr.3).
  - Cantal (Pivotal), mère de :
    - Molatham (Night of Thunder) : Jersey Stakes (Gr.3).
    - Perfection (Dutch Art) : 2e Chartwell Fillies' Stakes  (Gr.3), Brownstown Stakes (Gr.3), Oak Tree Stakes (Gr.3).
- Moon's Whisper (par Storm Cat), mère de :
  - Ibn Malik (Raven's Pass) : 2e des Vintage Stakes (Gr.2)
- Alpha Lupi (par Rahy), mère de :
  - Alpha Centauri (Mastercraftsman) : Irish 1000 Guineas, Coronation Stakes, Falmouth Stakes, Prix Jacques Le Marois, 2e des Matron Stakes.
  - Alpine Star (Sea The Moon) : Coronation Stakes, Debutante Stakes (Gr.2). 2e Prix de Diane, Prix Jacques Le Marois, Prix de l'Opéra.
  - Discoveries (Mastercraftsman) : Moyglare Stud Stakes. 3e Coronation Stakes, Debutante Stakes (Gr.2).
  - Tenth Star (Dansili) : 2e des Royal Lodge Stakes (Gr.2). 3e des Tyros Stakes (Gr.3).

East of The Moon trouve la mort en 2006, à 15 ans, frappée par la foudre dans son pré. 

## Origines
On ne présente plus Miesque, grande championne et poulinière exceptionnelle, dont East of The Moon est le deuxième produit après le champion Kingmambo. 
East of The Moon est une fille de l'Américain Private Account, vainqueur du Widener Handicap et du Gulfstream Park Handicap, troisième des Travers Stakes, puis excellent étalon à qui l'on doit deux autres championnes, les Hall of Famers Personal Ensign et Inside Information.

### Pedigree
| Origines de East of The Moon (USA), jument bai brun née en 1991 | Origines de East of The Moon (USA), jument bai brun née en 1991 | Origines de East of The Moon (USA), jument bai brun née en 1991 | Origines de East of The Moon (USA), jument bai brun née en 1991 |
| --------------------------------------------------------------- | --------------------------------------------------------------- | --------------------------------------------------------------- | --------------------------------------------------------------- |
| Père Private Account                                            | Damascus                                                        | Sword Dancer                                                    | Sunglow                                                         |
| Père Private Account                                            | Damascus                                                        | Sword Dancer                                                    | Highland Fling                                                  |
| Père Private Account                                            | Damascus                                                        | Kerala                                                          | My Babu                                                         |
| Père Private Account                                            | Damascus                                                        | Kerala                                                          | Blade of Time                                                   |
| Père Private Account                                            | Numbered Account                                                | Buckpasser                                                      | Tom Fool                                                        |
| Père Private Account                                            | Numbered Account                                                | Buckpasser                                                      | Busanda                                                         |
| Père Private Account                                            | Numbered Account                                                | Intriguing                                                      | Swaps                                                           |
| Père Private Account                                            | Numbered Account                                                | Intriguing                                                      | Glamour                                                         |
| Mère Miesque                                                    | Nureyev                                                         | Northern Dancer                                                 | Nearctic                                                        |
| Mère Miesque                                                    | Nureyev                                                         | Northern Dancer                                                 | Natalma                                                         |
| Mère Miesque                                                    | Nureyev                                                         | Special                                                         | Forli                                                           |
| Mère Miesque                                                    | Nureyev                                                         | Special                                                         | Thong                                                           |
| Mère Miesque                                                    | Pasadoble                                                       | Prove Out                                                       | Graustark                                                       |
| Mère Miesque                                                    | Pasadoble                                                       | Prove Out                                                       | Equal Venture                                                   |
| Mère Miesque                                                    | Pasadoble                                                       | Santa Quilla                                                    | Sanctus                                                         |
| Mère Miesque                                                    | Pasadoble                                                       | Santa Quilla                                                    | Neriad (famille 20)                                             |